# Eric Thompson (Rennfahrer)
Eric David Thompson (* 4. November 1919 in Ditton Hill, Surrey; † 22. August 2015 in Guildford) war ein britischer Automobilrennfahrer.

## Karriere
Thompson war Makler und das typische Beispiel eines Gelegenheitsrennfahrers. Seinen einzigen Auftritt in der Automobil-Weltmeisterschaft hatte er beim Großen Preis von Großbritannien 1952, wo er auf einem Connaught Type A den fünften Platz erreichte. Bei kleineren Formel-2-Rennen in Großbritannien konnte er 1953 noch zwei Siege feiern (beim AMOC (Aston Martin Owner’s Club) Rennen und bei der Redex Trophy, beide in Snetterton.)
Große Erfolge erzielte Thompson bei Sportwagenrennen. Als Werksfahrer von Aston Martin war er zwischen 1950 und 1955 regelmäßig beim 24-Stunden-Rennen von Le Mans am Start. Sein Debüt bei diesem Langstreckenrennen gab er 1949 auf einem HRG 1500 Lightweight Le Mans und erreichte mit seinem Landsmann Jack Fairman den achten Rang in der Gesamtwertung. 1951 erreichte er mit Lance Macklin auf einem Werks-Aston Martin DB2 mit dem dritten Gesamtrang einen Platz auf dem Podium.
1953 wurde er bei der zur Sportwagen-Weltmeisterschaft zählenden RAC Tourist Trophy Zweiter. Gemeinsam mit Reg Parnell musste er sich nur seinen Aston-Martin-Teamkollegen Peter Collins und Pat Griffith knapp geschlagen geben. Zwei Wochen zuvor hatte er mit Kenneth McAlpine auf einem Aston Martin DB3S das 9-Stunden-Rennen von Goodwood gewonnen.
Später wurde Thompson Mitarbeiter bei Aston Martin und Herausgeber von Motorsportbüchern. Er lebte bis zu seinem Tod in Guildford in Surrey und war das erste Mitglied der Hall of Fame von Le Mans.
Er starb im August 2015.

## Statistik

### Statistik in der Automobil-Weltmeisterschaft
Diese Statistik umfasst alle Teilnahmen des Fahrers an der Automobil-Weltmeisterschaft, die heutzutage als Formel-1-Weltmeisterschaft bezeichnet wird.

#### Gesamtübersicht
| Saison | Team                  | Chassis          | Motor              | Rennen | Siege | Zweiter | Dritter | Poles | schn. Rennrunden | Punkte | WM-Pos. |
| ------ | --------------------- | ---------------- | ------------------ | ------ | ----- | ------- | ------- | ----- | ---------------- | ------ | ------- |
| 1952   | Connaught Engineering | Connaught Type A | Lea-Francis 2.0 L4 | 1      | –     | –       | –       | –     | –                | 2      | 18.     |
| Gesamt | Gesamt                | Gesamt           | Gesamt             | 1      | –     | –       | –       | –     | –                | 2      |         |

#### Einzelergebnisse
| Saison | 1 | 2 | 3 | 4 | 5 | 6 | 7 | 8 |
| ------ | - | - | - | - | - | - | - | - |
| 1952   |   |   |   |   |   |   |   |   |
|        |   |   |   | 5 |   |   |   |   |

| Legende  | Legende            | Legende                                                          |
| Farbe    | Abkürzung          | Bedeutung                                                        |
| -------- | ------------------ | ---------------------------------------------------------------- |
| Gold     | –                  | Sieg                                                             |
| Silber   | –                  | 2. Platz                                                         |
| Bronze   | –                  | 3. Platz                                                         |
| Grün     | –                  | Platzierung in den Punkten                                       |
| Blau     | –                  | Klassifiziert außerhalb der Punkteränge                          |
| Violett  | DNF                | Rennen nicht beendet (did not finish)                            |
| Violett  | NC                 | nicht klassifiziert (not classified)                             |
| Rot      | DNQ                | nicht qualifiziert (did not qualify)                             |
| Rot      | DNPQ               | in Vorqualifikation gescheitert (did not pre-qualify)            |
| Schwarz  | DSQ                | disqualifiziert (disqualified)                                   |
| Weiß     | DNS                | nicht am Start (did not start)                                   |
| Weiß     | WD                 | zurückgezogen (withdrawn)                                        |
| Hellblau | PO                 | nur am Training teilgenommen (practiced only)                    |
| Hellblau | TD                 | Freitags-Testfahrer (test driver)                                |
| ohne     | DNP                | nicht am Training teilgenommen (did not practice)                |
| ohne     | INJ                | verletzt oder krank (injured)                                    |
| ohne     | EX                 | ausgeschlossen (excluded)                                        |
| ohne     | DNA                | nicht erschienen (did not arrive)                                |
| ohne     | C                  | Rennen abgesagt (cancelled)                                      |
| ohne     | keine WM-Teilnahme |                                                                  |
| sonstige | P/fett             | Pole-Position                                                    |
| sonstige | 1/2/3/4/5/6/7/8    | Punktplatzierung im Sprint-/Qualifikationsrennen                 |
| sonstige | SR/kursiv          | Schnellste Rennrunde                                             |
| sonstige | *                  | nicht im Ziel, aufgrund der zurückgelegten Distanz aber gewertet |
| sonstige | ()                 | Streichresultate                                                 |
| sonstige | unterstrichen      | Führender in der Gesamtwertung                                   |

### Le-Mans-Ergebnisse
| Jahr | Team                  | Fahrzeug                     | Teamkollege      | Platzierung            | Ausfallgrund     |
| ---- | --------------------- | ---------------------------- | ---------------- | ---------------------- | ---------------- |
| 1949 | Ecurie Lapin Blanc    | HRG 1500 Lightweight Le Mans | Jack Fairman     | Rang 8 und Klassensieg |                  |
| 1950 | Aston Martin Ltd.     | Aston Martin DB2             | John Gordon      | Ausfall                | Motorschaden     |
| 1951 | Aston Martin Ltd.     | Aston Martin DB2             | Lance Macklin    | Rang 3 und Klassensieg |                  |
| 1952 | Aston Martin Ltd.     | Aston Martin DB3 Coupé       | Reginald Parnell | Ausfall                | Kraftübertragung |
| 1953 | Aston Martin Ltd.     | Aston Martin DB3S            | Dennis Poore     | Ausfall                | Motorschaden     |
| 1954 | David Brown           | Lagonda DP115                | Dennis Poore     | Ausfall                | Unfall           |
| 1955 | Connaught Engineering | Connaught AL/SR              | Kenneth McAlpine | Ausfall                | Motorschaden     |

### Einzelergebnisse in der Sportwagen-Weltmeisterschaft
| Saison | Team         | Rennwagen         | 1   | 2   | 3   | 4   | 5   | 6   | 7   |
| ------ | ------------ | ----------------- | --- | --- | --- | --- | --- | --- | --- |
| 1953   | Aston Martin | Aston Martin DB3S | SEB | MIM | LEM | SPA | NÜR | RTT | CAP |
| 1953   | Aston Martin | Aston Martin DB3S |     |     | DNF |     |     | 2   |     |
| 1954   | Aston Martin | Lagonda DP115     | BUA | SEB | MIM | LEM | RTT | CAP |     |
| 1954   | Aston Martin | Lagonda DP115     | DNF |     |     |     |     |     |     |
| 1955   | Connaught    | Connaught AL/SR   | BUA | SEB | MIM | LEM | RTT | TAR |     |
| 1955   | Connaught    | Connaught AL/SR   | DNF |     |     |     |     |     |     |